# Kōdansha
Kōdansha (jap. 株式会社講談社 Kabushiki-gaisha Kōdansha) – jedno z największych japońskich wydawnictw zajmujących się publikacją literatury oraz mangi. Jego główna siedziba znajduje się w Bunkyō (Tokio).

## Wydawane czasopisma
Kodomo
- „Comic BonBon” (1981-2007)[2]

Shōjo
- Nakayoshi
- Shōjo Friend
- Bessatsu Friend
- „Aria” (2010-2018)[3]
- Dessert

Shōnen
- „Shūkan Shōnen Magazine”
- „Gekkan Shōnen Magazine”
- „Gekkan Shōnen Sirius”
- „Gekkan Shōnen Rival” (2008-2014)[4]
- „Magazine Special” (1983-2017)[5]
- „Nemesis” (2010-2018)[6]
- „Bessatsu Shōnen Magazine” (2009-obecnie)[7]

Josei
- Be Love
- Kiss

Seinen
- Afternoon
- Good! Afternoon
- Weekly Morning
- Evening
- „Gekkan Magazine Z” (1999-2008)[8]
- Young Magazine
- Young Magazine Uppers